# Xã Wheeling, Quận Livingston, Missouri
Xã Wheeling (tiếng Anh: Wheeling Township) là một xã thuộc quận Livingston, tiểu bang Missouri, Hoa Kỳ. Năm 2010, dân số của xã này là 411 người.